# 備中国総社宮
備中国総社宮（びっちゅうのくにそうじゃぐう）は、岡山県総社市総社にある神社。備中国総社で、旧社格は県社。正式名称は「總社」。

## 概要

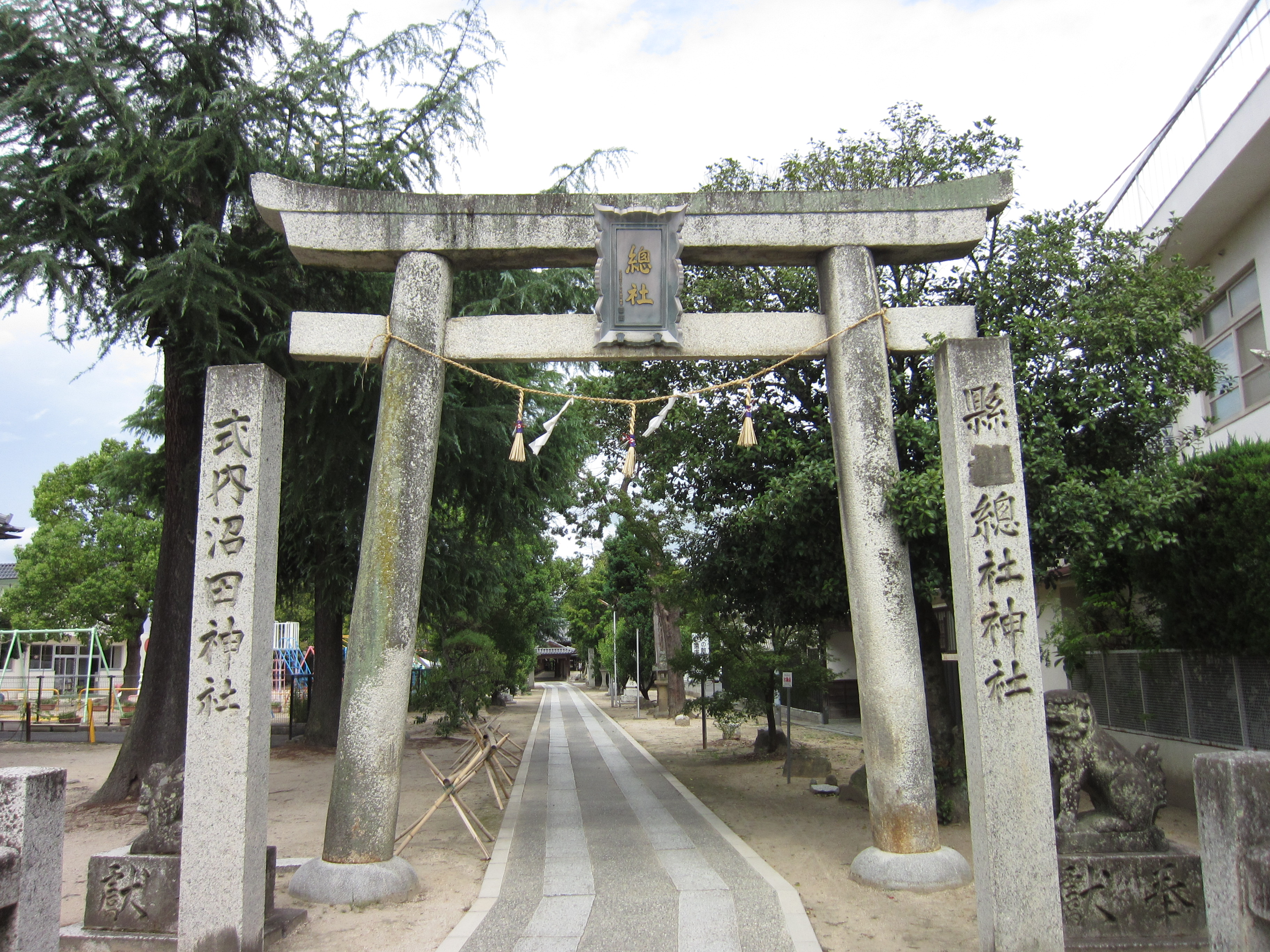
鳥居

岡山県南部、総社市の中心部に鎮座する。市名・駅名の「総社」は、当社に由来する。古代、国司は各国内の全ての神社を一宮から順に巡拝していた。これを効率化するため、各国の国府近くに国内の神を合祀した総社を設け、まとめて祭祀を行うようになった。当社はその1つで備中国の総社にあたる。
前庭の三島式庭園は古代の様式を今に伝えており、後楽園が築造される際に参考とされた。現在、境内は総社市指定史跡に指定されている。

## 祭神
主祭神
- 大名持命（おおなもちのみこと、大国主命）
- 須世理姫命（すせりひめのみこと） - 大名持命の正妻。

相殿神
- 御鎮魂八柱神 - 高皇産霊神、神皇産霊神、魂留産霊神、生産霊神、足産霊神、大宮売神、事代主神、御膳神の8柱。
- 備中国内304社の神 - 官社（『延喜式神名帳』記載の神社）18社、田社（国司の神名帳記載の神社）286社。

## 歴史
当地には総社ができる以前、仁徳天皇の皇妃・八田皇女の名代として八田部（八部）が設けられたという。のち御友別（応神天皇妃の兄）の子孫が当地に移住し国造となり、野俣神社（現 境内社の沼田神社）を建て周辺一帯の総社としたとされる。大化後、当地に備中国総社が創建された。平安時代中期、『延喜式神名帳』には式内社として「備中国賀夜郡 野俣神社」の記載があるが、沼田神社はこの論社とされている。
室町時代には戦火に遭って社殿が焼失、1429年に再建されたとされる。天正年間（1573年-1592年）に再び焼失、貞享4年（1687年）に再建され、彩色二十四孝の絵馬が奉納された。これにより商家の信仰が増し、豪商の西戎屋等により京都の一流画家の描いた絵馬が奉納されるなどして繁栄した。周辺は門前町・宿場町として発展し、のちの総社市の礎を築いた。
明治5年（1872年）11月、近代社格制度において県社に列した。

## 境内
社殿内には、円山応挙の「義家観雁図」、大原呑舟の「林和靖図」などの絵画が掲げられている。

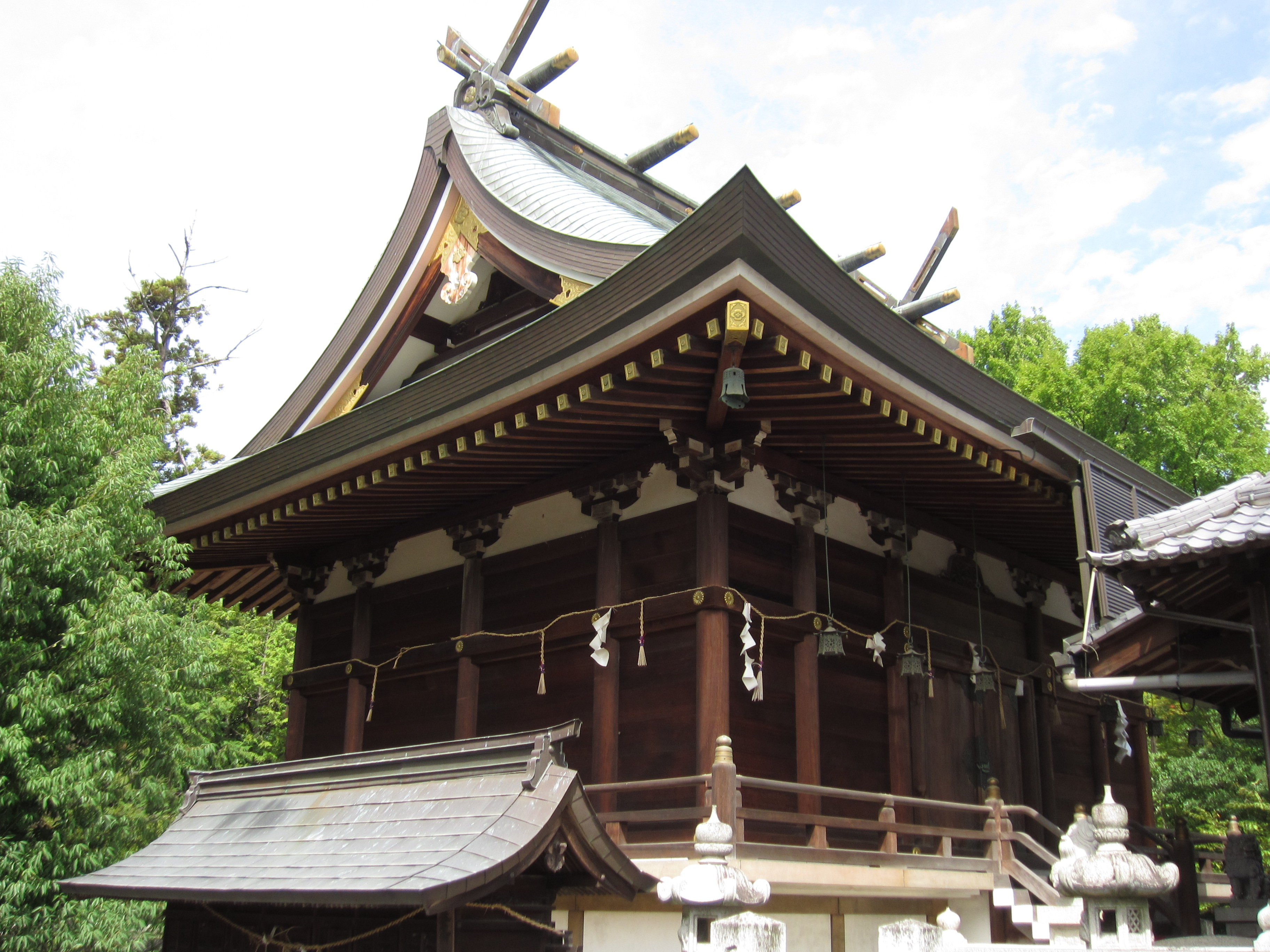
本殿 昭和54年の再建。
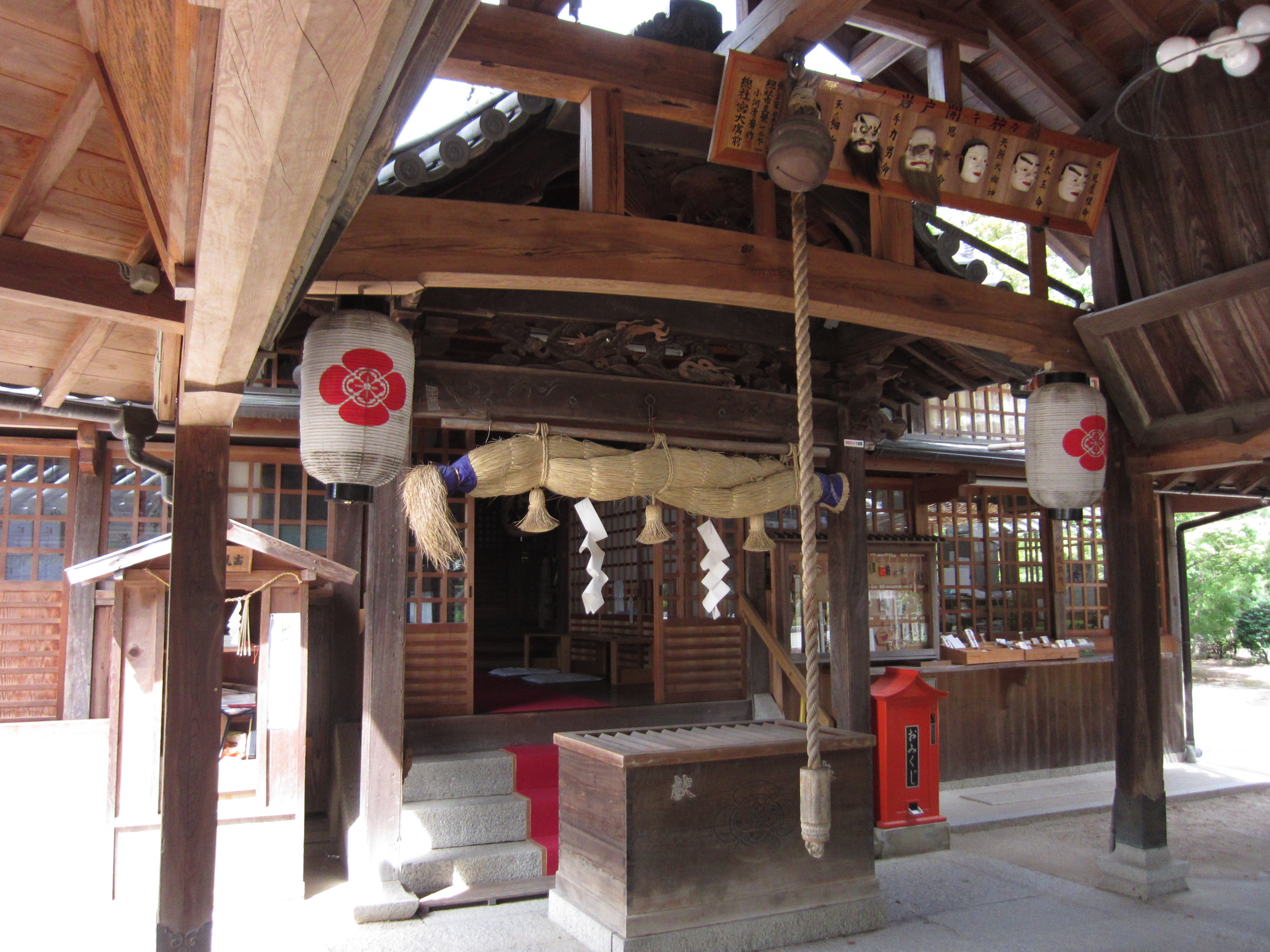
拝殿
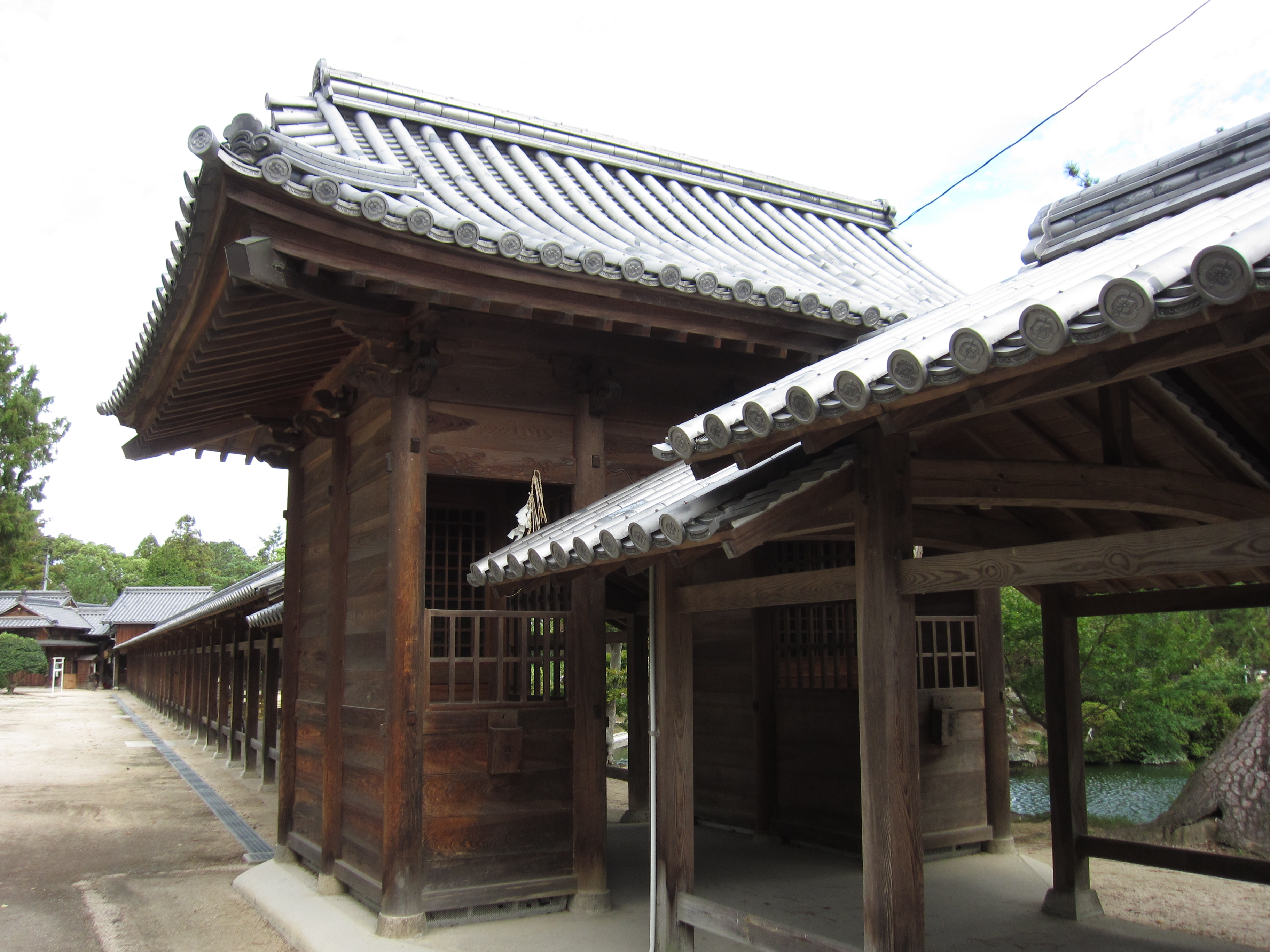
随神門と回廊 境内の参道は回廊で結ばれている。
庭園 後楽園造園の際に参考とされた。

## 摂末社
- 大神神社

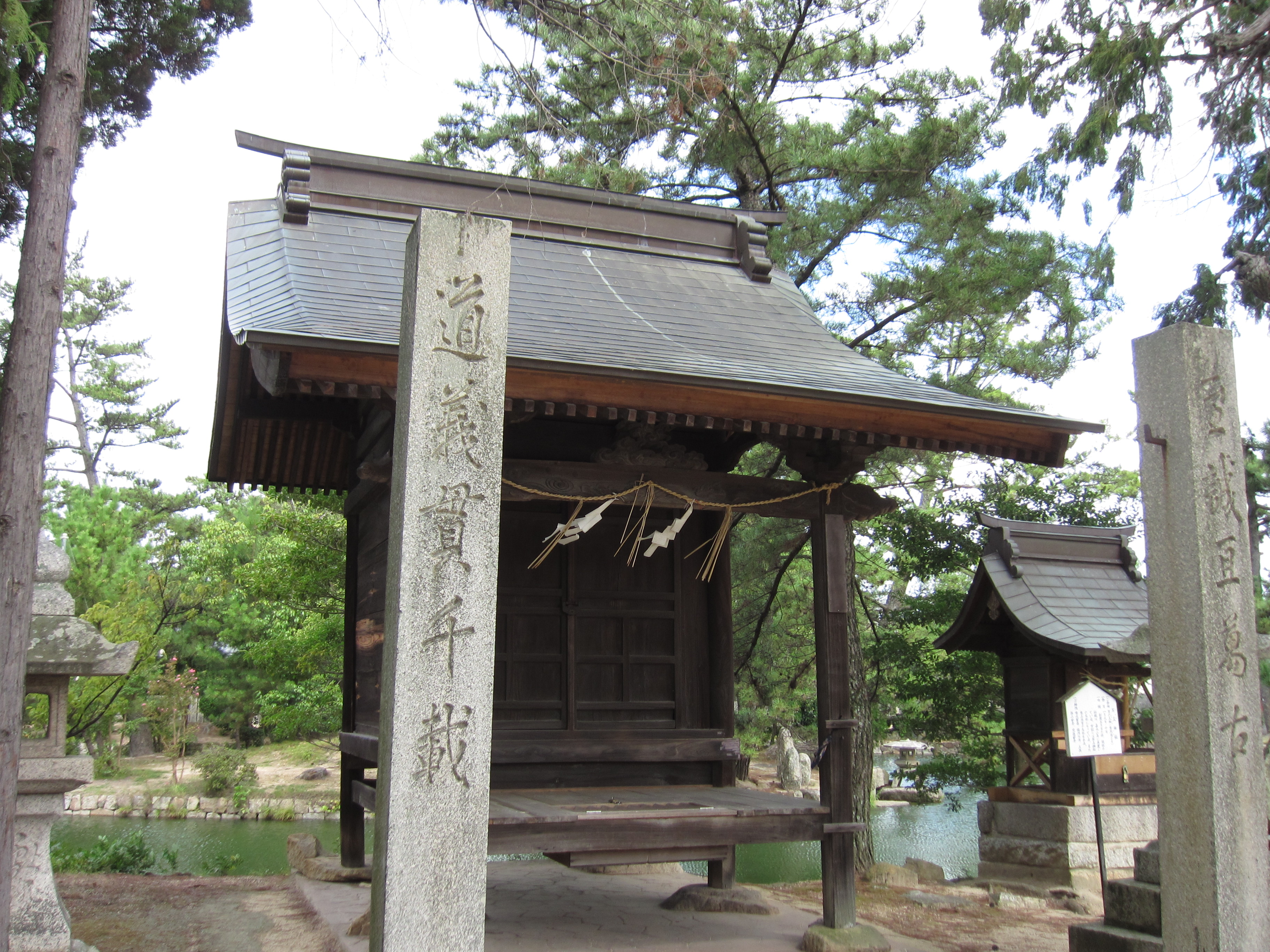
沼田神社（沼田天満宮）
式内社「野俣神社」論社。

  - 祭神：大物主命（大国主命の和魂）、例祭：10月第3土曜・日曜
- 荒神社
  - 祭神：猿田彦大神・火産霊神、例祭：10月第3土曜・日曜
- 清正公神社
  - 祭神：加藤清正公、例祭：10月第3土曜・日曜
- 和霊神社
  - 祭神：素盞嗚命、例祭：旧暦6月23日

宇和島の和霊神社より勧請。
- 琴平神社
  - 祭神：大物主命、例祭：旧暦6月9日
- 沼田神社 （沼田天満宮）
  - 祭神：菅原道真公
  - 式内社「備中国賀夜郡 野俣神社」論社。
- 笑主神社（えびす-）
  - 祭神：事代主命（恵比須さま）、例祭：1月9日・10日
- 祇園神社
  - 祭神：素盞嗚命、例祭：旧暦6月13日

慶長19年、京都の八坂神社より勧請。
- 厳島神社
  - 祭神：市杵嶋姫命・湍津姫命・田心姫命、例祭：旧暦6月17日

## 主な祭事
- 輪くぐり
- 力石総社 - 1994年から開催されている力比べ[4]。
- 324社祭 - 相殿神8柱、末社12社、備中国304社の計324社の神饌を奉献する。

## 文化財

### 総社市指定文化財
- 史跡
  - 総社跡 - 1994年（平成6年）10月24日指定[5]。

## 現地情報
所在地
- 岡山県総社市総社2丁目18-1

交通アクセス
- 鉄道
  - 西日本旅客鉄道（JR西日本）吉備線（桃太郎線） 東総社駅 （徒歩5分）
  - 西日本旅客鉄道（JR西日本）伯備線・吉備線、井原鉄道井原線 総社駅 （徒歩20分）

周辺
- まちかど郷土館 - 南鳥居そばに所在。明治43年に建てられた旧総社警察署で、国の登録有形文化財に登録。
- 伝備中国府跡
- 備中国分寺・備中国分尼寺跡